# August Menczak
August Aleksander Menczak, ps. Alot (ur. 31 marca 1894 w Przemyślu, zm. 7 sierpnia 1952 w Warszawie) – pułkownik dyplomowany pilot Wojska Polskiego, kawaler Orderu Virtuti Militari.

## Życiorys

### Dzieciństwo i młodość
Był synem Emila, kolejarza, i Rozalii z d. Jackiewicz, którzy mieszkali przy ul. Dekerta w Przemyślu. W 1914 zdał maturę w Gimnazjum nr 1 w Przemyślu. W czasie I wojny światowej 1914–1918 służył w cesarskiej i królewskiej armii. Ukończył Szkołę Podchorążych Rezerwy Artylerii w Budapeszcie i Oficerską Szkołę Obserwatorów Lotniczych w Wiener Neustadt. Skierowany na stanowisko pilota c. i k. 7 Kompanii Lotniczej (niem. k.u.k. 7 Fliegerkompanien) przy 3 Armii. 

### Dwudziestolecie międzywojenne
W 1918 przyjęty został do Wojska Polskiego i przydzielony do personelu Eskadrylii Lotniczej w Krakowie. Następnie w 4 Wielkopolskiej eskadrze bojowej, jako adiutant szefa lotnictwa Naczelnego Dowództwa, dowódca 8 eskadry wywiadowczej. 14–15 sierpnia 1920 roku na czele eskadry walczył pod Radzyminem, bombardując okopy bolszewików. W czasie wojny z bolszewikami jego eskadra wykonała 171 lotów bojowych.

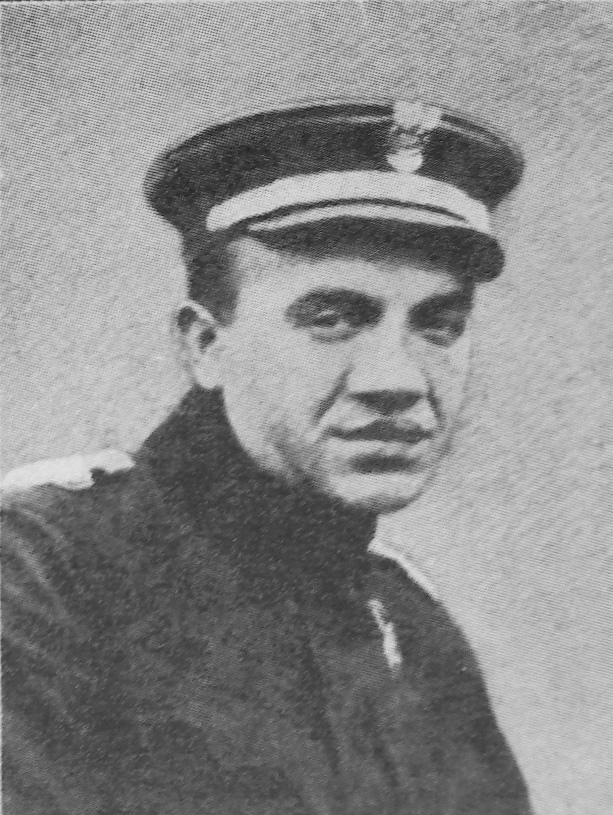
August Menczak por. pilot (1920)

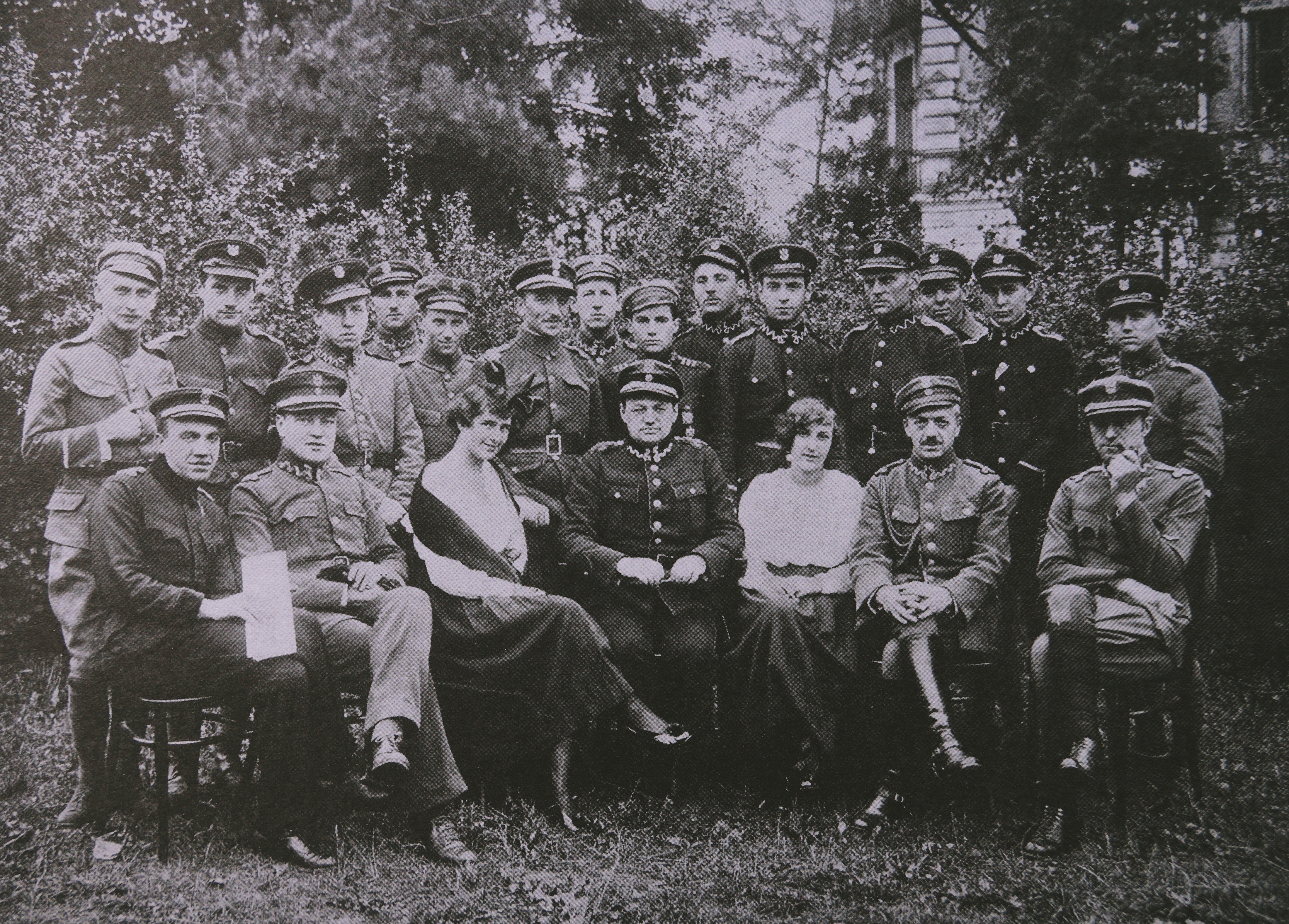
Inspektorat Wojsk Lotniczych w maju 1919 r. Oficerowie: por. Menczak, kpt. de Beaurain, ppłk. Łossowski, ppor. Dziedzicki, por. Willman, ppor. Król.

Następnie pełnił służbę w Departamencie IV Żeglugi Powietrznej MSWojsk. na stanowisku kierownika Referatu Regulaminów. Z dniem 25 października 1924 roku został wyznaczony w tym departamencie na stanowisko pełniącego obowiązki szefa Wydziału Ogólno-Organizacyjnego. Z dniem 1 kwietnia 1925 roku został przeniesiony do 4 pułku lotniczego w Toruniu na stanowisko zastępcy dowódcy pułku. Po ukończeniu kursu przy Szkole Podchorążych Lotnictwa w Dęblinie został przesunięty na stanowisko pełniącego obowiązki dowódcy pułku. W lipcu 1929 został zatwierdzony na stanowisku dowódcy pułku. Rozwinął garnizon toruński i zwiększył stan bojowy pułku. W styczniu 1931 zwolniony został ze stanowiska dowódcy 4 pułku lotniczego i przeniesiony do dyspozycji dowódcy Okręgu Korpusu Nr VIII. Z dniem 30 kwietnia 1931, oficjalnie – ze względu na stan zdrowia i na własną prośbę – przeniesiony został w stan spoczynku. Zamieszkał w Warszawie.

### II wojna światowa
Nie brał udziału w kampanii wrześniowej 1939. W czasie okupacji niemieckiej wstąpił do PAL, organizacji zbrojnej Robotniczej Partii Polskich Socjalistów. Został szefem wyszkolenia wojskowego i przeciwlotniczego obwodu PAL na Mokotowie. Przyjął pseudonim „Alot”. Walczył w powstaniu warszawskim, po jego upadku wywieziony do Wolbromia. 

### Okres powojenny
W lutym 1945 wrócił do Warszawy i złożył prośbę o przyjęcie do wojska. Został przyjęty i skierowany do 15 Mieszanego Szkolno-Treningowego Pułku Lotniczego w Radomiu jako starszy wykładowca taktyki lotniczej. Następnie wykładał w Centralnej Szkole Oficerów Polityczno-Wychowawczych w Łodzi, opracowywał historię polskiego lotnictwa do 1939. W 1946 objął stanowisko szefa sztabu kwatermistrzostwa Wojsk Lotniczych, następnie kierował sekcją wyszkolenia kadr lotnictwa cywilnego. 1947–1948 był redaktorem naczelnym „Wojskowego Przeglądu Lotniczego”.

### Aresztowanie, śmierć i upamiętnienie
Aresztowany 26 kwietnia 1951. Nie przyznał się do stawianych mu zarzutów wrogiej działalności przeciw państwu. Kiedy zagrożono mu, że w razie nieprzyznania się żona i wychowanica zostaną wtrącone do więzienia, przyznał się do niepopełnionych win. 13 maja 1952 został wraz z pułkownikami: Bernardem Adameckim, Józefem Jungravem, Władysławem Minakowskim, Szczepanem Ścibiorem i Stanisławem Michowskim skazany przez NSW 5/52 pod przewodnictwem płk. Piotra Parzenieckiego, nr sprawy Zg.R.7/52, na podstawie art. 86 § 1, 2 KK WP na karę śmierci. Prezydent RP Bolesław Bierut nie skorzystał z prawa łaski. Stracony 7 sierpnia 1952. Zrehabilitowany w 1956. 
Dokładne miejsce pochówku nieznane. Mogiła symboliczna na Cmentarzu Wojskowym w Warszawie (kwatera 14A-4-25) oraz w Kwaterze „na Łączce”.

## Awanse
- major – 3 maja 1922 zweryfikowany
- podpułkownik – 1 grudnia 1924 ze starszeństwem z dniem 15 sierpnia 1924 i 4 lokatą w korpusie oficerów aeronautycznych
- pułkownik – 1947

## Ordery i odznaczenia
- Krzyż Srebrny Orderu Wojskowego Virtuti Militari nr 1426[10] – 8 kwietnia 1921[11][12]
- Krzyż Kawalerski Orderu Odrodzenia Polski
- Krzyż Walecznych (za wojnę 1920)
- Złoty Krzyż Zasługi (10 listopada 1928)[13]
- Polowa Odznaka Pilota nr 7